# Josef von Strombeck
Josef von Strombeck (* 7. September 1830 in Halberstadt; † 18. August 1915 in Berlin) auch bekannt als Innozenz von Strombeck, war ein deutscher Richter und Abgeordneter in Preußen.

## Leben
Er war Angehöriger der Familie von Strombeck und besuchte das Kollegium Carolinum in Braunschweig. Ab 1849 studierte er Rechtswissenschaft an der Georg-August-Universität Göttingen. Dort wurde er Mitglied der am 25. November 1848 gestifteten Landsmannschaft Teutonia. Aus ihr ging 1854 das Corps Teutonia (das spätere Corps Teutonia-Hercynia) hervor. Als Inaktiver wechselte er an die Rheinische Friedrich-Wilhelms-Universität Bonn und die Friedrich-Wilhelms-Universität zu Berlin. Nach dem Examen trat er 1853 als Auskultator in Halberstadt in die preußische Rechtspflege. Das Referendariat durchlief er in Bonn (1855–1859). Er war ab 1859 Landgerichtsassessor und von 1865 bis 1879 Kreisrichter in Gardelegen. Nach 16 Jahren als Landgerichtsrat am Landgericht Magdeburg war er von 1895 bis 1913 am Landgericht I Berlin, wo er als Geheimer Justizrat pensioniert wurde.
Strombeck war Mitglied der Deutschen Zentrumspartei. Er saß von 1882 bis 1915 im Preußischen Abgeordnetenhaus und war 1913 dessen Alterspräsident. Über 28 Jahre (1884–1912) vertrat er den Wahlkreis Regierungsbezirk Erfurt 2 Heiligenstadt, Worbis im Reichstag (Deutsches Kaiserreich).